# Język rampi
Język rampi, także: ha’uwa, leboni, rampi-leboni – język austronezyjski używany na wyspie Celebes (Sulawesi) w Indonezji. Według danych z 2006 roku posługuje się nim 10 tys. osób.
Społeczność Rampi zamieszkuje prowincje Celebes Środkowy (obszar przygraniczny na południowy zachód od jeziora Poso) i Celebes Południowy (sześć wsi w kecamatanie Rampi, kabupaten Luwu Utara oraz w rozproszeniu na terenie kecamatanów Limbong, Mangkutana, Sabbang i Wotu). Katalog Ethnologue wyróżnia dialekty: rampi (lambu), rato. Leboni to dialekt prestiżowy.
W latach 90. XX w. stwierdzono, że pozostaje w powszechnym użyciu (był preferowany w różnych grupach wiekowych), przy czym zaobserwowano wysoki poziom wielojęzyczności (indonezyjski, bada, uma, pamona, luwu). Według nowszych doniesień z XXI w. wzrosła rola języka indonezyjskiego (który jest wykorzystywany w edukacji) i języków lokalnych (ze względu na rozproszenie społeczności Rampi i ich styczność z innymi językami etnicznymi).
Ethnologue (wyd. 22) klasyfikuje rampi jako jeden z języków kaili-pamona. Erik Zobel rozpatruje go jako samodzielną gałąź malajsko-polinezyjską, równorzędną z grupami południowocelebeską i celebeską.
Jest zapisywany alfabetem łacińskim.